# جزیره غودش
جزیرهٔ غودش

پرچم غودش

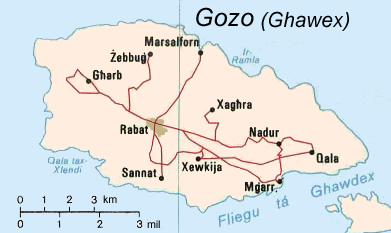
نقشهٔ غودش

(به مالتی: Għawdex) جزیرهٔ کوچکی است در مالت در دریای مدیترانه و جنوب سیسیل. پس از جزیره مالت غودش بزرگ‌ترین جزیره از مجمع‌الجزایر مالت می‌باشد. غودش بافتی روستایی دارد و از برای چشم‌اندازهای تپه‌ای‌اش نامی‌است.
جزیرهٔ غودش ۳۱٬۰۰۰ تن جمعیت دارد و از دید آثار تاریخی چون جگانتیا پربار می‌باشد. بزرگترین شهر جزیره غودش ویکتوریا می‌باشد.

## تاریخچه
پیشینهٔ سکونت مردمان در اینجا به ۵هزار سال پیش از میلاد بازمی‌گردد. نخستین باشندگان بدینجا کشاورزان سیسیلی بودند که از دریا گذشتند و به غودش رسیدند. آنان نخستین کلنی‌ها را در آگریجنتو پایه ریختند. در دوران نوسنگی سازه‌هایی چون جگانتیا ساخته‌شد.
در ۱۵۵۱ میلادی فرمانده عثمانی تورگوت رئیس به غودش تاخت، جزیره را تاراج‌نمود و بیشتر باشندگان آن را به بردگی گرفت و به لیبی گسیلاند. میان ۱۵۶۵ تا ۱۵۸۰ میلادی گروهی از اهل جزیره مالت به غودش آمدند و جمعیت تازهٔ شهر را شکل‌دادند. میان ۱۷۹۸ تا ۱۸۰۰ ناپلئون بناپارت بر جزیره چیره‌بود.